# Ramaria grundii
Ramaria grundii är en svampart som beskrevs av R.H. Petersen 1986. Ramaria grundii ingår i släktet Ramaria och familjen Gomphaceae.   Inga underarter finns listade i Catalogue of Life.